# Oleg Mandić
Oleg Mandić (Sansego, 5 aprile 1933) è uno scrittore croato, uno degli ultimi superstiti vivi dell'Olocausto.

## Biografia
Oleg Mandić nacque a Sansego, ora Susak, isola dell'alto Adriatico allora compresa nel Regno d'Italia ed ora in Croazia, da una famiglia croata originaria di Abbazia.
Nel 1944, poiché il padre e il nonno erano entrati tra le file dei partigiani jugoslavi, fu deportato nel campo di concentramento di Auschwitz come prigioniero politico, assieme alla madre e alla nonna.
È uno dei principali testimoni della vita da bambino nel campo di sterminio, nonché l'ultimo bambino uscito vivo dal campo di concentramento di Auschwitz.